# Megophrys serchhipii
Espèce
Synonymes
- Xenophrys serchhipii Mathew & Sen, 2007

Statut de conservation UICN

 DD  : Données insuffisantes
Megophrys serchhipii est une espèce d'amphibiens de la famille des Megophryidae.

## Répartition
Cette espèce est endémique de l'État du Mizoram dans le nord-est de l'Inde. Elle se rencontre à environ 880 m d'altitude,.

## Étymologie
Cette espèce est nommée en référence au lieu de sa découverte, le district de Serchhip.

## Publication originale
- Mathew & Sen, 2007 : Description of two new species of Xenophrys (Amphibia: Anura: Megophryidae) from north-east India. Cobra, vol. 1, no 2, p. 18-28.